# Heure normale d'Afrique du Sud
| Bleu clair | Heure du Cap-Vert (UTC−1) |
| Bleu       | Temps moyen de Greenwich (UTC±0)                                                                                               |
| Rouge      | Heure normale d'Europe centrale / Heure d'Afrique de l'Ouest (UTC+1)                                                           |
| Ocre       | Heure d'Afrique centrale / Heure normale d'Europe de l'Est / Heure normale d'Égypte / Heure normale d'Afrique du Sud / (UTC+2) |
| Vert       | Heure d'Afrique de l'Est (UTC+3)                                                                                               |
| Turquoise  | Heure de Maurice / Heure des Seychelles (UTC+4)                                                                                |

1. ↑  Les îles du Cap Vert se trouvent à l'ouest du continent africain.

1. 1 2  Maurice et les Seychelles se trouvent respectivement à l'est et au nord-est de Madagascar.

Ne doit pas être confondu avec Analyse statique de programmes ou Académie de Shanghai pour la technologie des vols spatiaux.
L'Heure normale d'Afrique du Sud (SAST) est le fuseau horaire utilisé par toute l'Afrique du Sud ainsi que Eswatini et Lesotho. La zone a deux heures d'avance sur UTC (UTC+02:00) et est la même que Central Africa Time. L'heure d'été n'est observée dans aucun des deux fuseaux horaires. Le midi solaire dans ce fuseau horaire se produit à 30° E en SAST, ce qui fait effectivement Pietermaritzburg au bon point de midi solaire, avec Johannesburg et Pretoria légèrement à l'ouest à 28° E et Durban légèrement à l'est à 31° E. Ainsi, la plupart de la population sud-africaine connaît le vrai midi solaire à environ 12h00 par jour.
Le Cap-Nord occidental et le Cap-Occidental diffèrent cependant. Partout sur terre à l'ouest de 22°30′ E, l'heure d'été est effectivement passée toute l'année en raison de son emplacement en vrai UTC+01:00 mais toujours à l'heure standard sud-africaine. Le lever et le coucher du soleil sont donc relativement tardifs à Le Cap, par rapport au reste du pays.
Pour illustrer, les heures de clarté pour les grandes villes les plus à l'ouest et à l'est de l'Afrique du Sud:
|        | Solstice d'été | Solstice d'hiver |
| ------ | -------------- | ---------------- |
| Le Cap | 05:32-19:57    | 07h51-17h45      |
| Durban | 04h52-18h56    | 06h51-17h04      |

Le South African National Time Standard, ou 'SA Time' Master Clock, est maintenu au Laboratoire de temps et de fréquence de l'Institut national de métrologie d'Afrique du Sud (NMISA) à Pretoria et est distribué publiquement par un NTP Service de temps Internet,.

## Histoire
Avant le 8 février 1892, il n'y avait pas d'uniformité de l'heure en Afrique du Sud et le temps moyen local était en usage dans les différentes villes. En 1892, une conférence sur les chemins de fer a eu lieu à Bloemfontein et a discuté de la difficulté de faire fonctionner un système ferroviaire, en l'absence d'un système horaire uniforme. Les gouvernements de l'État libre d'Orange, de la Transvaal et de la Colonie du Cap ont officiellement adopté un temps standard uniforme de UTC+01:30 qui a été défini comme la moyenne heure 22,5° à l'est de Greenwich. Le 1er mars 1903, GMT+02:00 a été adopté, qui est devenu l'actuel UTC+02:00 lorsque UTC a remplacé GMT dans la plupart des cas,.
Avant le 1er mars 1903, la Colonie du Natal utilisait déjà une heure uniforme fournie par l'Observatoire du Natal. Le temps moyen local de l'observatoire était (UTC+01:52).
L'Afrique du Sud a observé une heure d'été de GMT+03:00 (UTC+03:00) entre le 20 septembre 1942 et le 21 mars 1943 et le 19 septembre 1943 et le 19 mars 1944.
L'heure standard sud-africaine est définie comme le « temps universel coordonné plus deux heures » (UTC+02:00) tel que défini dans la Gazette du gouvernement national sud-africain n° 40125 du 8 juillet 2016.